# اس‌تی‌پی (خدمات مالی)
پردازش مستقیم یا اس‌تی‌پی (انگلیسی: Straight-through processing)  روشی است که توسط شرکت‌های مالی برای سرعت بخشیدن به تراکنش‌های مالی با پردازش بدون دخالت دستی استفاده می‌شود.
پردازش مستقیم در حوزه‌های متعددی از خدمات مالی، مانند پردازش پرداخت‌ها، وجود دارد.
اس‌تی‌پی برای معاملات سهام در اوایل دهه 1990 توسط جیمز کارات در لندن برای پردازش خودکار در بازارهای سهام توسعه داده شد. هدف اس‌تی‌پی کاهش زمان لازم برای پردازش یک تراکنش است تا احتمال انعقاد به موقع یک قرارداد یا توافق افزایش یابد. این مفهوم به بخش‌های دیگری از جمله انرژی (نفت، گاز)، تجارت و بانکداری و برنامه‌ریزی مالی نیز منتقل شده است.